# Aero A-204
L'Aero A-204 era un bimotore di linea ad ala bassa prodotto dall'azienda cecoslovacca Aero Vodochody nella seconda metà degli anni trenta e rimasto allo stadio di prototipo.

## Storia del progetto
Nel febbraio 1935 la compagnia di stato cecoslovacca Československé Státní Aerolinie (CSA) chiese alla società Aero Vodochody lo sviluppo di un nuovo aereo da trasporto bimotore per 8 passeggeri destinato ai voli di collegamento tra Praga e Mosca. I requisiti richiesti prevedevano una motorizzazione su due radiali Walter "Super Castor" a 7 cilindri eroganti la potenza di 430 CV, una velocità di crociera di 250 km/h, un'autonomia di 900 km e l'adozione del carrello retrattile. 
Il prototipo del velivolo bimotore, progettato dall'ingegnere Antonín Husník venne designato A-204, e fu terminato nei primi mesi del 1936. A causa dei ritardi nella realizzazione del carrello retrattile, sviluppato dalla società francese Messier, sul prototipo fu inizialmente installato un carrello fisso, con le gambe principali ricoperte di carenature. In questa configurazione effettuò il primo volo nel marzo dello stesso anno.

## Tecnica
L'Aero A-204 era un velivolo da trasporto passeggeri dall'aspetto convenzionale; monoplano bimotore ad ala bassa di costruzione mista.
La fusoliera e i piani di coda presentavano una struttura realizzata in tubi di acciaio saldati, rivestita in tela; la stessa terminava posteriormente in una coda tradizionale dotata di impennaggio monoderiva. L'ala era montata bassa e a sbalzo, realizzata in legno e ricoperta da un rivestimento lavorante in compensato. 
La fusoliera a sezione ovale integrava la cabina di pilotaggio a posti affiancati, dotata di doppi comandi, collegata allo scomparto passeggeri da 8 posti a sedere. La cabina passeggeri era dotata di toilette, riscaldamento e ventilazione, con sedili singoli regolabili e provvisti di luci di lettura. Una rastrelliera superiore ospitava il bagaglio a mano, mentre due compartimenti, uno anteriore e uno posteriore, erano destinati allo stivaggio dei bagagli.
Il carrello d'atterraggio presentava configurazione a triciclo classico con gli elementi anteriori retrattili che rientravano nella parte posteriore delle gondole motori, integrati da un ruotino posteriore d'appoggio posizionato sotto la coda, dotato di carenatura.
La propulsione era assicurata da due motori radiali, posizionati in gondole alari, Walter Pollux IIR. a 9 cilindri raffreddati ad aria eroganti la potenza 360 CV. (264 kW) al livello del mare, ed azionanti un'elica bipala lignea. I propulsori erano racchiusi da eleganti cofanature NACA che garantivano una migliore penetrazione aerodinamica.

## Impiego operativo
I collaudi diedero esito positivo, l'aereo era di facile pilotaggio, stabile in tutte le condizioni di volo e non evidenziava difetti gravi. Poco dopo l'inizio delle prove venne installato il definitivo carrello retrattile Messier. Immatricolato OK-BAA. l'aereo fu presentato ai rappresentanti della Československé Státní Aerolinie, ma non riscosse più grande interesse. I negoziati per l'acquisto dell'aereo si trascinarono fino al febbraio 1937, quando la CSA annunciò finalmente di non avere più alcun interesse per l'A-204, preferendogli l'acquisto di 4 Airspeed Envoy. Nello stesso anno, sulla base dell'A-204 venne avviata la realizzazione di un derivato militare designato Aero A-304.

## Utilizzatori
Cecoslovacchia
- Československé Státní Aerolinie